# Jacksboro (Texas)
Jacksboro is een plaats (city) in de Amerikaanse staat Texas, en valt bestuurlijk gezien onder Jack County.

## Demografie
Bij de volkstelling in 2000 werd het aantal inwoners vastgesteld op 4533.
In 2006 is het aantal inwoners door het United States Census Bureau geschat op 4639, een stijging van 106 (2.3%).

## Geografie
Volgens het United States Census Bureau beslaat de plaats een oppervlakte van
17,7 km², waarvan 15,1 km² land en 2,6 km² water.

## Plaatsen in de nabije omgeving
De onderstaande figuur toont nabijgelegen plaatsen in een straal van 36 km rond Jacksboro.